# A Child Is Born
A Child Is Born is een Amerikaanse dramafilm uit 1939 onder regie van Lloyd Bacon. Destijds werd de film in Nederland uitgebracht onder de titel Het leven begint.

## Verhaal
Grace Sutton staat op het punt om te bevallen en ze wordt naar het ziekenhuis gebracht. Ze heeft echter ook iemand vermoord en ze zal dus wellicht de rest van haar leven in de gevangenis terechtkomen.

## Rolverdeling
| Acteur               | Personage        |
| -------------------- | ---------------- |
| Geraldine Fitzgerald | Grace Sutton     |
| Jeffrey Lynn         | Jed Sutton       |
| Gladys George        | Florette         |
| Gale Page            | Juffrouw Bowers  |
| Spring Byington      | Mevrouw West     |
| Johnnie Davis        | Mijnheer Banks   |
| Henry O'Neill        | Dokter Lee       |
| John Litel           | Dokter Brett     |
| Gloria Holden        | Mevrouw Kempner  |
| Johnny Downs         | Johnny Norton    |
| Eve Arden            | Juffrouw Pinty   |
| Fay Helm             | Vrouw            |
| Louis Jean Heydt     | Mijnheer Kempner |
| Nanette Fabray       | Gladys Norton    |
| Jean Sharon          | Mevrouw Banks    |